# Protektorat Malty
Protektorat Malty – byt polityczny na Malcie w latach 1800–1813, kiedy wyspy te de jure stanowiły część Królestwa Sycylii, a faktycznie były protektoratem brytyjskim. Protektorat ustanowiony został w następstwie kapitulacji stacjonujących na wyspach sił francuskich, a funkcjonował do obwołania Malty kolonią brytyjską.

## Podłoże polityczne

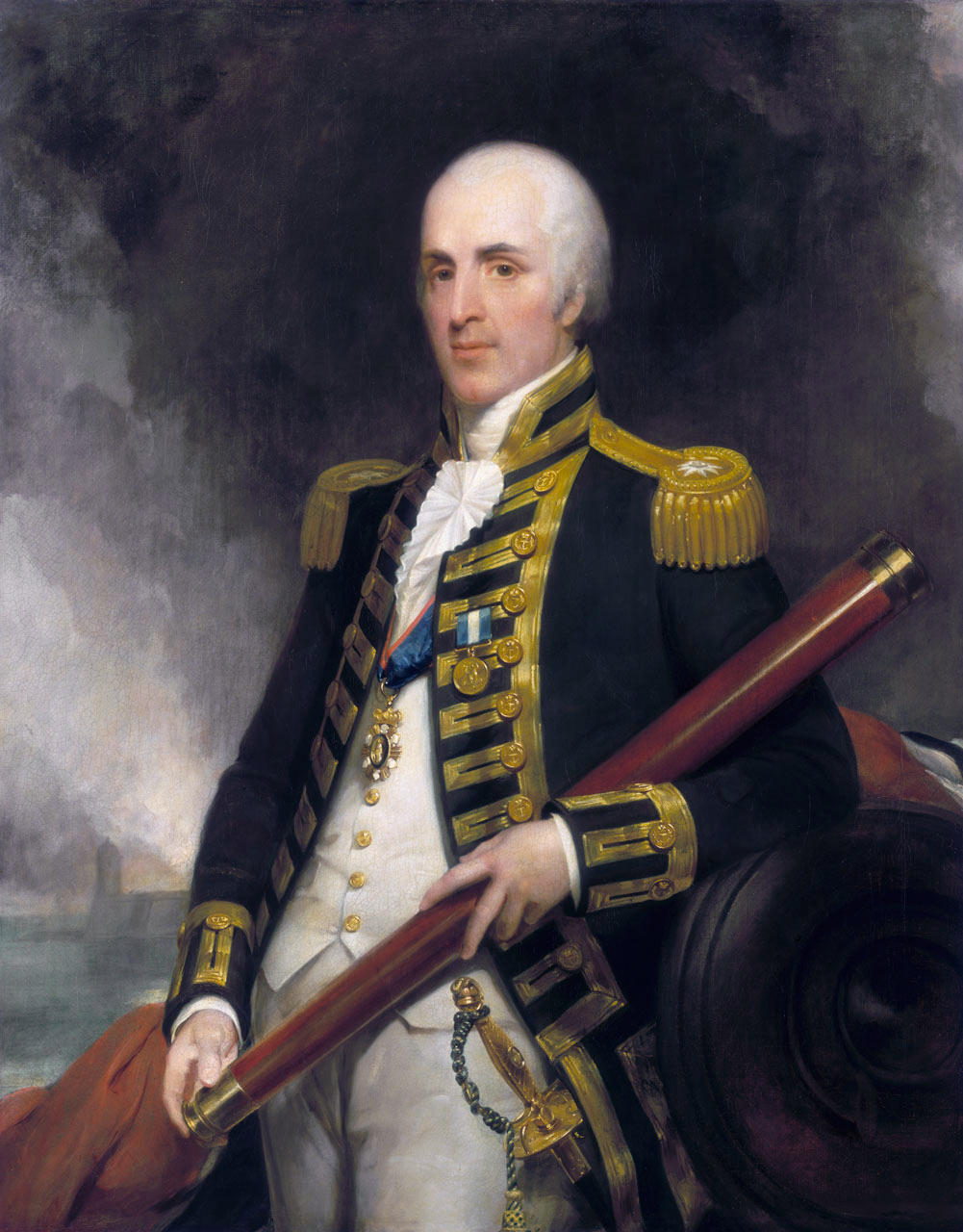
Sir Alexander Ball, Cywilny Komisarz Malty w latach 1799-1801 oraz 1802-1809

Podczas powstania przeciwko Francuzom Maltańczycy sformowali Zgromadzenie Narodowe jako rząd tymczasowy. Do brytyjskiej floty na Sycylii wysłano przedstawicieli z prośbą o pomoc. W drugiej połowie września 1798, flota 13 okrętów, pod dowództwem kapitana Sir Jamesa Saumareza pokazała się w pobliżu wyspy. W październiku tego roku Sir Alexander Ball przybył na Maltę, a rok później mianowany został jej Cywilnym Komisarzem.
Francuski garnizon pod dowództwem generała Vaubois zepchnięty został do Valletty, i w końcu poddał się 4 września 1800 roku. Z tą chwilą Malta stała się protektoratem Korony Brytyjskiej. W sierpniu 1801 roku, Cywilny Komisarz Charles Cameron mianował Emmanuela Vitale gubernatorem wyspy Gozo w miejsce Saverio Cassara. Fakt ten w efekcie oznaczał koniec niepodległości Gozo jako La Nazione Gozitana.

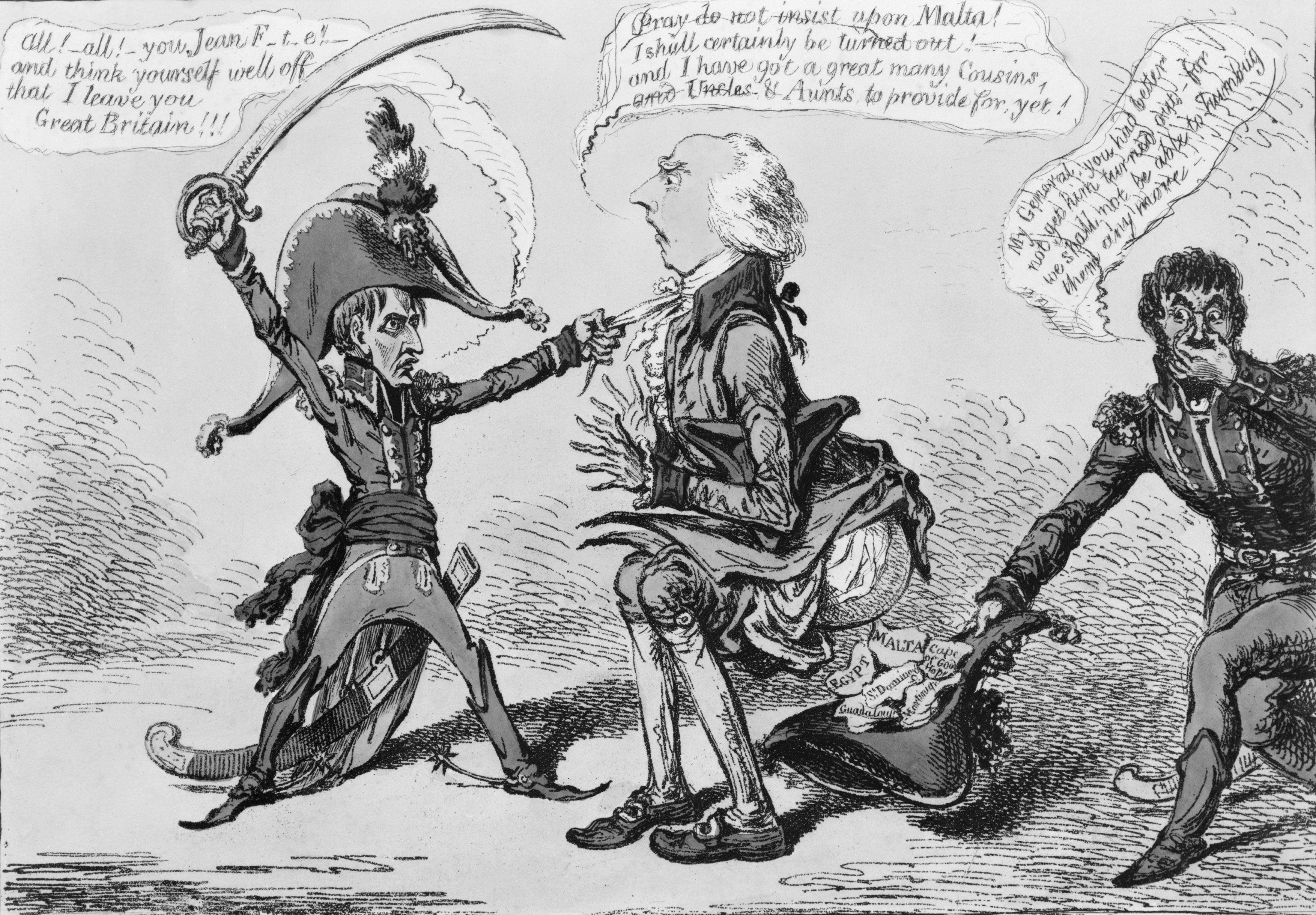
Rysunek satyryczny z 1803 r. na temat ewakuacji Malty

Zgodnie z warunkami pokoju w Amiens, Wielka Brytania zobowiązana była ewakuować wyspę, lecz nie wypełniła tego uzgodnienia – jeden z kilku wzajemnych przypadków nieprzestrzegania uzgodnień traktatu, co w końcu doprowadziło do jego upadku i wznowienia działań wojennych pomiędzy Wielką Brytanią i Francją.

## Deklaracja Praw

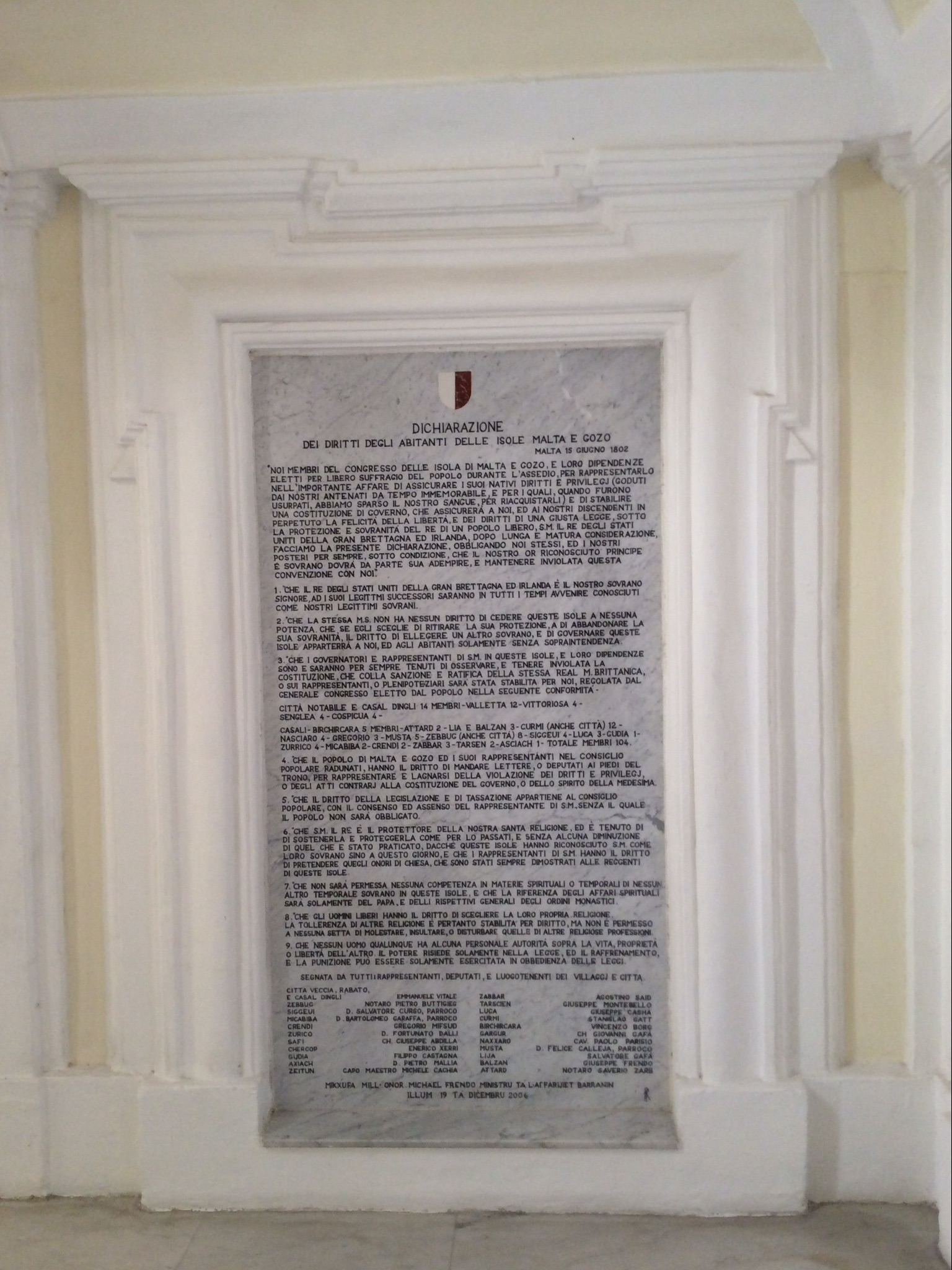
Deklaracja Praw mieszkańców Wysp Malta i Gozo z 1802 roku, na Palazzo Parisio.

W czerwcu 1802 roku, 104 przedstawicieli maltańskich miast i wiosek, podpisało deklarację zatytułowaną La Dichiarazione dei Diritti degli abitanti delle Isole di Malta e Gozo (Deklaracja Praw mieszkańców Wysp Malta i Gozo), w której ogłaszali Jerzego III swoim królem, z zastrzeżeniem, że nie ma on prawa przekazania Malty pod władzę innego państwa. Ogłaszali również, że Malta, będąc pod brytyjską protekcją, powinna mieć swój rząd.

## Lampedusa

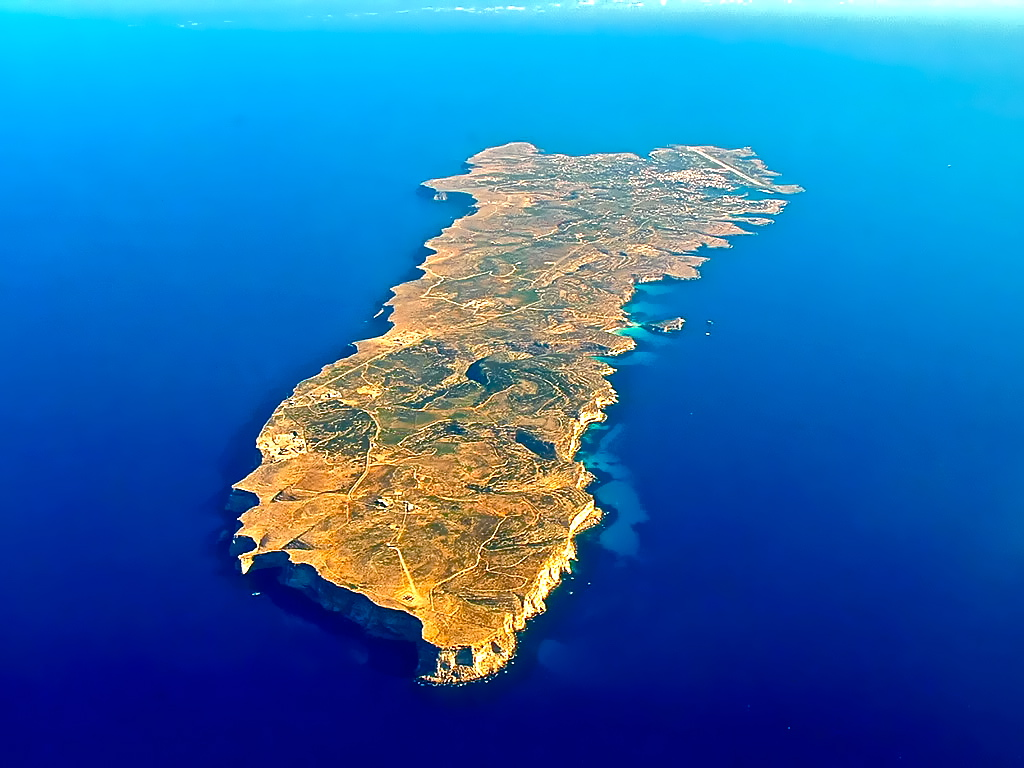
Lampedusa

Na mapie politycznej, Lampedusa była również częścią Królestwa Sycylii. W późnych latach XVIII wieku, kiedy Malta wciąż była pod rządami Joannitów, książę Lampedusy wydzierżawił wyspę Salvatore Gatt, maltańskiemu przedsiębiorcy, który osiadł tam wraz z kilkoma pracownikami.
Brytyjczycy pragnęli przejąć Lampedusę jako swoją bazę morską zamiast Malty, ale idea upadła, ponieważ wyspa nie miała wystarczająco głębokich portów i nie miała dobrej infrastruktury. Mimo tego, władze na Malcie i rząd brytyjski ciągle dążył do przejęcia wyspy, wierząc, że wyspa może zaopatrywać Maltę w żywność, gdyby Sycylia przypadła Napoleonowi.
W roku 1800 Ball wysłał na Lampedusę komisję, w celu oceny wykonalności tego zamierzenia. Komisja stwierdziła, że wyspa może, przy relatywnie małych kosztach, stać się dostarczycielem produktów żywnościowych, a to za przyczyną żyznej gleby i dobrego zaopatrzenia w wodę. W roku 1803, kilku maltańskich rolników osiedliło się na Lampedusie, biorąc ze sobą swoją trzodę i owce, oraz zaczęło uprawiać jęczmień.
W roku 1810, Salvatore Gatt przeniósł prawo dzierżawy na Alexandra Fernandeza, urzędnika brytyjskiej Intendentury, który później usiłował stworzyć wielką maltańską kolonię na wyspie. Nie zostało to nigdy zrealizowane, gdyż w roku 1812 Komisja Królewska uznała, iż było to zwykłe przedsięwzięcie handlowe, i Wielka Brytania odmówiła Fernandezowi pomocy. Problemy spotęgowały się, gdy w latach 1813-1814 nawiedziła Maltę dżuma, i 25 września 1814 roku Sir Thomas Maitland zabrał brytyjskich żołnierzy z Lampedusy.
Fernandez zarządzał wyspą do roku 1818, kiedy powrócił Gatt i został tam z rodziną do roku 1824.

## Kolonia Korony Brytyjskiej
W roku 1813 Malta, zgodnie z Konstytucją Bathursta, została przekształcona w kolonię Korony Brytyjskiej. 23 lipca sir Thomas Maitland zastąpił sir Hildebranda Oakesa, i został pierwszym cywilnym komisarzem, który otrzymał tytuł gubernatora. Malta oficjalnie stała się kolonią w roku 1814, na podstawie pokoju paryskiego.